# Орден народне армије
Орден народне армије (мкд. Орден на Народната армија; словен. Red ljudske armade) је био одликовање Социјалистичке Федеративне Републике Југославије за војне заслуге у три степена и додељивао се од 1951. до 1992. године.
Орден је установио Президијум Народне скупштине Федеративне Народне Републике Југославије 29. децембра 1951. године. Додељивао се — за нарочите заслуге у изградњи и јачању оружаних снага СФРЈ или за нарочите успехе у руковођењу јединицама оружаних снага у њиховом учвршћивању и оспособљавању за одбрану независности земље. Орден се могао додељивати и војним јединицама или установама, а носио се на десној страни груди.
Законом о изменама и допунама Закона о одликовањима ФНР Југославије од 1. марта 1961. године извршена је измена назива Ордена, па је од тада имао следеће редове:
- Орден народне армије са ловоровим венцем (раније Орден народне армије I реда) — 13 у важносном реду југословенских одликовања.
- Орден народне армије са златном звездом (раније Орден народне армије II реда) — 22 у важносном реду југословенских одликовања.
- Орден народне армије са сребрном звездом (раније Орден народне армије III реда) — 31 у важносном реду југословенских одликовања.

За израду идејног решења Ордена народне армије био је расписан конкурс, чији су резултати били објављени у новинама, а прву награду је добио Андреја Андрејевић, уметнички графичар из Београда. Орден је у облику назубљене петокраке звезде са мачем постављеним врхом нагоре, која носи централни медаљон, уоквирен белим емајлом са кружним натписом  — Југословенска народна армија, одбрана отаџбине. На медаљону је рељефни приказ три мушке фигуре у раскораку које носе пушку, ашов и чекић. Код првог степена одликовања, односно Ордена народне армије са ловоровим венцем, централни медаљон је уоквирен ловоровим венцем у зеленој боји.
Орден народне армије је почео да се додељује од 13. маја 1952. године. Од тада до 31. децембра 1985. године додељено је укупно 536 Ордена народне армије с ловоровим венцем (I реда), 9.137 Ордена народне армије са златном звездом (II реда) и 45.384 Ордена народне армије са сребрном звездом (III реда).
Након распада СФР Југославије, 1992. године одликовање је престало да се додељује, а приликом доношења Закона о одликовањима СРЈ, 4. децембра 1998. године, по угледу на овај Орден установљен је Орден Војске Југославије, такође у три степена. Нови орден, који се додељивао у Савезној Републици Југославији, а касније и Државној заједници Србије и Црне Горе, у визуелном смислу је био идентичан Ордену народне армије (натпис Југословенска народна армија, замењен је натписом Војска Југославије), а додељивао се — за нарочите заслуге у изградњи и јачању оружаних снага СР Југославије или за нарочите успехе у руковођењу војним јединицама, односно војним установама у њиховом оспособљавању за одбрану независности..
| Изглед и траке одликовања                | Изглед и траке одликовања               | Изглед и траке одликовања                | Изглед и траке одликовања |
| Орден народне армије са ловоровим венцем | Орден народне армије са златном звездом | Орден народне армије са сребрном звездом |                           |
| ---------------------------------------- | --------------------------------------- | ---------------------------------------- | ------------------------- |
| Изглед одликовања                        |                                         |                                          |                           |
|                                          |                                         |                                          |                           |
| Траке одликовања                         |                                         |                                          |                           |
|                                          |                                         |                                          |                           |